# 203호 저승사자
《203호 저승사자》(203號저승使者)는 매주 월요일 샤니 작가가 연재하는 네이버 웹툰이다. 어느 날 김현제가 사는 집인 203호에 찾아온 저승사자 구민규를 시작으로 여러 인물들이 등장하게 된다.

## 등장 인물

#### 김현제
이 만화의 주인공이고 20살이다. 203호에 살고 있
으며 옆집 여자 김민희를 좋아한다.
황천길이 익숙하다.

#### 구민규(저승사자)
검은 옷을 입고 있고, 데스노트를 가지고 있으며      소매 안쪽에서는 뭐든지 나오는 듯 하다. 가장 좋아하는 건 커피. 낫 모양 티스푼을 항상 소지하는 듯하다. 아빠가 염라대왕

#### 김현무
100살 노인. 김현제와 같은 빌라 아래층에 산다. 저승사자 구민규에 의해 죽게 되어 저승에 가게 된다. 염라대왕이 없는 틈을 타 염라대왕 자리를 차지하나 이희성에 의해 다시 자리에서 내려오게 된다. 이후 아내를 찾기위해 구민규, 이희성과 함께 천국에 간다.

#### 염라대왕
구민규의 아버지. 가장 좋아하는 음식 1위는 떡꼬치, 17위는 시루떡이다.
신하들에게 항상 무시당하지만 긍정적이다.
창 모양 포크가 마음에 안들어 포크회사 직원들을 전부 죽였다.
담배꽁초를 선물하고 싶다고 항상 생각하고 있으며 실제로 옥황상제에게 선물했다
대머리이다.아내는 없다고 함

#### 김민희
김현제가 짝사랑 하는 여자. 요리를 매우 못하나 집 앞에 식당을 낸다. 205호에 산다.
이희성이 김민희 가게에서 알바한적이 있다

#### 윤상우(저승사자)
초록색 머리. 눈밑에 점이 있으며 자칭 염라대왕의 오른팔. 엄마가 크게 맞춰준 옷을 입으며 옷에 부적을 달고다닌다.
보물 1호는 염라대왕처럼 생긴 수정액.
저승에서 쫓겨났을 때 김민희가 구해줘서 김민희의 식당 일을 도우게 되나 김민희가 만든 음식을 먹고 다시 저승에 가게 된다.

#### 이희성(저승사자)
파란 머리. 다크써클이 심하다. 매운 것을 좋아한다
저승사자 중 가장 강하다.

#### 베를린
김현무 할아버지네 집에 있던 돌이다. 다용도로 활용가능.
마지막화에서는 운석이 돼었다

#### 옥황상제
하얀 머리. 예의바르고 친절하다. 막대사탕을 항상 입에 물고있다. 정체를 숨기고 행동한다.
잘생긴편
염라대왕에게 담배꽁초를 받거나 고민상담을 해준적이 있다

#### 조현우
옥황상제와 천국에서 함께 산다. 팬티 성애자.
팬티에 자신의 이름을 적어놓는다.
김현제의 생일날 자신의 팬티를 선물한다.

#### 재은
조현우와 마찬가지로 천국에서 옥황상제와 함께 산다. 김현제가 똥통에 빠지는걸 보고싶어한다.
김현제의 생일날 사탕껍질을 선물한다.